# Lijst van rijksmonumenten in Archem
De plaats Archem telt 12 inschrijvingen in het rijksmonumentenregister. Hieronder een overzicht.
| Object | Oorspronkelijke functie?  | Bouwjaar          | Architect | Locatie                      | Coördinaten?                  | Nr.?   | Afbeelding |
| --- | ------------------------- | ----------------- | --------- | ---------------------------- | ----------------------------- | ------ | --- |
| Boerderij, onder rieten schilddak. Onderschoer. Voorgevel met twee hoge 30-ruitsschuiframen, twee kleine 9-ruitsramen. Ramen met luiken behangen. Gesloten deur met 8-ruits-bovenlicht   | Boerderij                 |                   |           | Brakelweg 1                  | 52° 29' 5" NB, 6° 29' 45" OL  | 31486  | Meer afbeeldingen |
| Boerderij. Langhuis met riet gedekt. Onderschoer. Terzijde met riet gedekte schaapskooi, een met riet gedekte schuur, een veldoven en een put                                            | Boerderij                 |                   |           | Marsweg 2                    | 52° 31' 24" NB, 6° 29' 18" OL | 31489  | Meer afbeeldingen |
| Archem: landhuis (Huis Archem) | Kasteel, buitenplaats     | 1925              |           | Jonkheer van der Wijcklaan 2 | 52° 28' 41" NB, 6° 26' 7" OL  | 508579 | Meer afbeeldingen |
| Archem: koetshuis | Bijgebouwen kastelen enz. | 1925              |           | Jonkheer van der Wijcklaan 2 | 52° 28' 41" NB, 6° 26' 7" OL  | 508580 | Archem: koetshuis |
| Dubbele eikelschuur onder met Hollandse pannen gedekt zadeldak | Boerderij                 | 1925              |           | Jonkheer van der Wijcklaan 2 | 52° 28' 41" NB, 6° 26' 7" OL  | 508581 | Dubbele eikelschuur onder met Hollandse pannen gedekt zadeldak                                                                                       |
| Prieeltje op vierkante grondslag onder overstekend tentdak gedekt met grijze Hollandse pannen                                                                                            | Tuin, park en plantsoen   | 1925              |           | Jonkheer van der Wijcklaan 2 | 52° 28' 45" NB, 6° 26' 11" OL | 508582 | Prieeltje op vierkante grondslag onder overstekend tentdak gedekt met grijze Hollandse pannen                                                        |
| Voormalige boerderij onder een wolfdak gedekt met rode Hollandse pannen. De boerderij met zijbaander is voorzien van staldeuren in de zijgevels en drie kleine venster in de achtergevel | Boerderij                 | 1925              |           | Jonkheer van der Wijcklaan 2 | 52° 28' 41" NB, 6° 26' 7" OL  | 508583 | Upload foto |
| Zeshoekig houten tennishuisje onder een met rubberoid gedekt tentdak | Bijgebouwen kastelen enz. | 1925              |           | Jonkheer van der Wijcklaan 2 | 52° 28' 41" NB, 6° 26' 7" OL  | 508584 | Upload foto |
| Gepotdekselde duiventil onder een met rode Hollandse pannen gedekt zadeldak met windveren. De til staat op vier houten staanders                                                         | Tuin, park en plantsoen   | 1925              |           | Jonkheer van der Wijcklaan 2 | 52° 28' 45" NB, 6° 26' 11" OL | 508585 | Upload foto |
| Archem: dienstwoning | Dienstwoning              | 1923              |           | Beukenallee 1                | 52° 28' 34" NB, 6° 26' 5" OL  | 508602 | Upload foto |
| Boerderij onder fors rieten schilddak; onderschoer. De vensters van het gepleisterde woongedeelte hebben roedenverdeling en zijn met luiken behangen                                     | Boerderij                 |                   |           | Beukenallee 3, Archem        | 52° 28' 33" NB, 6° 26' 21" OL | 31469  | Boerderij onder fors rieten schilddak; onderschoer. De vensters van het gepleisterde woongedeelte hebben roedenverdeling en zijn met luiken behangen |
| Boerderij onder rieten schilddak; onderschoer 19e eeuw. De vensters van het woongedeelte hebben roedenverdeling en zijn met luiken behangen                                              | Boerderij                 | 1868 (jaarankers) |           | Beukenallee 8, Archem        | 52° 28' 15" NB, 6° 26' 33" OL | 31470  | Meer afbeeldingen |